# 윤우리
윤우리(1982년 9월 28일 ~ )는 대한민국의 TV CHOSUN 사회부 기자이다.

## 학력
- 진선여자고등학교
- 중앙대학교 성악과
- 중앙대학교 대학원 신문방송 석사

## 경력
- 2008년 7월  ~ 2011년 7월 : KBS 원주방송국 아나운서
- 2012년 : TV조선 사회부 기자
- TV조선 경제부 기자
- TV조선 정치부 기자
- TV조선 정치부 차장대우
- TV조선 산업부 차장대우

## 진행

### TV
- TV조선 정오뉴스 (2011년 12월 2일 ~ 2012년 11월 25일)
- TV조선 네트워크 뉴스 (2011년 12월 5일 ~ 2012년 2월 3일)
- 대선 카운트다운 (2012)
- TV조선 뉴스와 날씨 (2012년 2월 6일 ~ 2012년 4월 6일)
- TV조선 뉴스 7
- TV조선 뉴스 12
- TV조선 뉴스 판 (2016년 5월 14일 ~ 6월 12일) (주말)
- TV조선 뉴스 10 (2016년 6월 13일 ~ 2017년 6월 30일)
- TV조선 뉴스현장 (2016년 6월 18일)
- 보도본부 핫라인
- TV조선 뉴스 9 (2019년 5월 13일 ~ 2024년 10월 18일)

## 출연

### 드라마
- TV조선 《결혼작사 이혼작곡》 - CSB 방송국 앵커 역 (2021년, 특별 출연)